# 5 Minutter for sent
5 Minutter for sent er en tysk stumfilm fra 1918 af Uwe Jens Krafft.

## Medvirkende
- Mia May som Jana Vermöhlen
- Johannes Riemann som Reinhold
- Bruno Kastner
- Grete Diercks
- Hermann Picha